# Eugen Deutsch
Eugen Deutsch   (Ludwigshafen, 9 de novembre de 1907 - Großsteinhausen, 8 de febrer de 1945) fou un aixecador alemany que va competir durant la dècada de 1930.
El 1936 va prendre part en els Jocs Olímpics de Berlín, on guanyà la medalla de plata en la competició del pes semipesant del programa d'halterofília. En el seu palmarès també destaquen dues medalles de plata al Campionat d'Europa, el 1934 i 1935, i tres campionats alemanys, 1934, 1935 i 1936.
Morí en acció de guerra a pocs mesos de la fi de la Segona Guerra Mundial.